# Lista de ministros do Supremo Tribunal Federal
Esta é uma lista de ministros do Supremo Tribunal Federal (STF) do Brasil desde sua fundação como Supremo Tribunal de Justiça, nome pelo qual atendia a suprema corte brasileira no Brasil Império (período no qual possuía poderes limitados). O Supremo Tribunal de Justiça teve 131 ministros, dos quais 10 integraram o STF, que além destes, ao momento já teve 168 ministros e 169 nomeações (em conta do ministro Francisco Rezek, nomeado duas vezes), uma média de 8,4 por vaga.

## Supremo Tribunal de Justiça -Império
Visto como uma corte "decorativa", com poderes esvaziados, o Supremo Tribunal de Justiça foi criado por Dom Pedro I em 1828. As decisões finais nos processos judiciais seguiram cabendo aos Tribunais da Relação, instalados em Recife, Rio de Janeiro, Salvador e São Luís.
| Ministro                                                          | Província/País de origem                 |
| ----------------------------------------------------------------- | ---------------------------------------- |
| Adriano José Leal                                                 | Portugal                                 |
| Adriano José Leal Filho                                           | Bahia                                    |
| Afonso Artur de Almeida Albuquerque                               | Portugal                                 |
| Agostinho Marques Perdigão Malheiros                              | Portugal                                 |
| Agostinho Petra de Bittencourt                                    | Rio de Janeiro                           |
| Albino José Barbosa de Oliveira                                   | Coimbra ( Portugal)                      |
| Alexandre Bernardino dos Reis e Silva                             | Pernambuco                               |
| André Alves Pereira Ribeiro e Cirne                               | Rio de Janeiro                           |
| Antônio Augusto da Silva                                          | Bahia                                    |
| Antônio Buarque de Lima                                           | Alagoas                                  |
| Antônio Cerqueira Lima                                            | Bahia                                    |
| Antônio da Costa Pinto                                            | Minas Gerais                             |
| Antônio da Silva Teles                                            | Bahia                                    |
| Antônio de Sousa Mendes Júnior                                    | Piauí                                    |
| Antônio Francisco de Azevedo                                      | São Paulo                                |
| Antônio Gerardo Curado de Meneses                                 | Ilha da Madeira ( Portugal)              |
| Antônio Inácio de Azevedo                                         | Bahia                                    |
| Antônio José da Veiga                                             | Portugal                                 |
| Antônio José de Carvalho Chaves                                   | Portugal                                 |
| Antônio José de Miranda                                           |                                          |
| Antônio Luís Figueira Pereira da Cunha                            | Portugal                                 |
| Antônio Paulino Limpo de Abreu (Visconde de Abaeté)               | Lisboa ( Portugal)                       |
| Antônio Pereira Barreto Pedroso                                   | Minas Gerais                             |
| Antônio Pinto Chichorro da Gama                                   | Bahia                                    |
| Antônio Rodrigues Fernandes Braga                                 | Rio Grande do Sul                        |
| Antônio Simões da Silva                                           | Bahia                                    |
| Caetano José da Silva Santiago                                    | Pernambuco                               |
| Caetano Vicente de Almeida Júnior (Barão de Mucuri)               | Bahia                                    |
| Cândido José de Araújo Viana (Marquês de Sapucaí)                 | Minas Gerais                             |
| Cassiano Spiridião de Melo Matos                                  | Bahia                                    |
| Cornélio Ferreira França                                          | Bahia                                    |
| Custódio Manuel da Silva Guimarães                                | Ceará                                    |
| Cipriano José Veloso                                              | Bahia                                    |
| Ernesto Ferreira França                                           | Bahia                                    |
| Eusébio de Queirós Coutinho da Silva                              | Luanda ( Angola)                         |
| Firmino Pereira Monteiro                                          | Rio de Janeiro                           |
| Francisco Alberto Teixeira de Aragão                              | Lisboa ( Portugal)                       |
| Francisco Balthazar da Silveira                                   | Bahia                                    |
| Francisco Carneiro de Campos                                      | Bahia                                    |
| Francisco de Paula Cerqueira Leite                                | Minas Gerais                             |
| Francisco de Paula Pereira Duarte                                 | Minas Gerais                             |
| Francisco Domingues da Silva                                      | Ceará                                    |
| Francisco Gomes de Campos (Barão de Campo Grande)                 | Rio de Janeiro                           |
| Francisco Jorge Monteiro                                          | Bahia                                    |
| Francisco José Alves Carneiro                                     | Rio de Janeiro                           |
| Francisco José de Freitas                                         | Bahia                                    |
| Francisco Maria de Freitas e Albuquerque                          | Bahia                                    |
| Francisco Mariani                                                 | Bahia                                    |
| Francisco Soares Bernardes de Gouveia                             | Minas Gerais                             |
| Gustavo Adolfo d'Aguilar Pantoja                                  | Bahia                                    |
| Inácio José de Mendonça Uchoa                                     | Alagoas                                  |
| Inocêncio Marques de Araújo Góis (Barão de Araújo Góis)           | Bahia                                    |
| Jerônimo Martiniano Figueira de Melo                              | Ceará                                    |
| João Antônio de Araújo Freitas Henriques                          | Bahia                                    |
| João Antônio de Vasconcelos                                       | Bahia                                    |
| João Antônio Rodrigues de Carvalho                                | Rio de Janeiro                           |
| João Batista Gonçalves Campos (Visconde de Jari)                  | Bahia                                    |
| João Carlos Leal                                                  | Bahia                                    |
| João de Medeiros Gomes                                            | Rio de Janeiro                           |
| João Evangelista de Negreiros Saião Lobato (Visconde de Sabará)   | Minas Gerais                             |
| João Gomes de Campos                                              | Rio de Janeiro                           |
| João Joaquim da Silva                                             | Bahia                                    |
| João José da Veiga                                                | Coimbra ( Portugal)                      |
| João José de Almeida Couto (Barão do Desterro)                    | Bahia                                    |
| João José de Andrade Pinto                                        | Rio de Janeiro                           |
| João José de Oliveira Junqueira                                   | Bahia                                    |
| João Lopes da Silva Couto                                         | Rio de Janeiro                           |
| Joaquim Caetano da Silva Guimarães                                | Minas Gerais                             |
| Joaquim Francisco de Faria                                        | Rio de Janeiro                           |
| Joaquim Francisco Gonçalves Ponce de Leão                         | Bahia                                    |
| Joaquim José Pinheiro de Vasconcelos (Visconde de Monserrate)     | Espírito Santo                           |
| Joaquim Marcelino de Brito                                        | Bahia                                    |
| Joaquim Pedro Vilaça                                              | São Paulo                                |
| Joaquim Tibúrcio Ferreira Gomes                                   | Bahia                                    |
| Joaquim Vieira da Silva e Sousa                                   | Maranhão                                 |
| José Albano Fragoso (1º presidente)                               | São João Batista do Lumiar · ( Portugal) |
| José Antônio de Magalhães Castro                                  | Bahia                                    |
| José Antônio de Siqueira e Silva                                  | Rio de Janeiro                           |
| José Ascenço da Costa Ferreira                                    | Maranhão                                 |
| José Baptista de Lisboa                                           | Rio de Janeiro                           |
| José Bernardo de Figueiredo                                       | Pernambuco                               |
| José da Cruz Ferreira                                             | Rio de Janeiro                           |
| José de Assis Mascarenhas                                         | Goiás                                    |
| José Inácio Accioli de Vasconcelos                                | Rio de Janeiro                           |
| José Maria de Sales Gameiro de Mendonça Peçanha                   | Rio de Janeiro                           |
| José Mariani                                                      | Bahia                                    |
| José Matoso de Andrade Câmara                                     | Luanda ( Angola)                         |
| José Paulo de Figueiroa Nabuco Araújo                             | Pará                                     |
| José Pereira da Costa Mota                                        | Rio de Janeiro                           |
| José Pereira da Graça (Barão de Aracati)                          | Ceará                                    |
| José Ricardo da Costa Aguiar de Andrada                           | São Paulo                                |
| José Tavares Bastos                                               | Alagoas                                  |
| José Verneque Ribeiro d'Aguilar                                   |                                          |
| Lourenço José da Silva Santiago                                   | Pernambuco                               |
| Lucas Antônio Monteiro de Barros (Visconde de Congonhas do Campo) | Minas Gerais                             |
| Luís Antônio Barbosa d'Almeida                                    | Bahia                                    |
| Luís Barbosa Accioli de Brito                                     | Rio de Janeiro                           |
| Luís Carlos de Paiva Teixeira                                     | Rio de Janeiro                           |
| Luís Correia de Queirós Barros                                    | Pernambuco                               |
| Luís Gonzaga de Brito Guerra (Barão de Açu)                       | Rio Grande do Norte                      |
| Luís Joaquim Duque Estrada Furtado de Mendonça                    | Rio de Janeiro                           |
| Luís José de Sampaio                                              | Rio Grande do Norte                      |
| Manuel Caetano d'Almeida e Albuquerque                            | Pernambuco                               |
| Manuel de Jesus Valdetaro (Visconde de Valdetaro)                 | Rio de Janeiro                           |
| Manuel dos Santos Martins Valasques                               | Bahia                                    |
| Manuel Elisário de Castro Menezes                                 | Ceará                                    |
| Manuel Filipe Monteiro                                            | Bahia                                    |
| Manuel Inácio Cavalcanti de Lacerda (Barão de Pirapama)           | Pernambuco                               |
| Manuel José de Freitas Travassos                                  | Rio Grande do Sul                        |
| Manuel Machado Nunes                                              | Rio de Janeiro                           |
| Manuel Messias de Leão                                            | Bahia                                    |
| Manuel Pinto Ribeiro Pereira de Sampaio                           | Espírito Santo                           |
| Manuel Rodrigues Vilares                                          | São Paulo                                |
| Miguel Joaquim de Castro Mascarenhas                              | Bahia                                    |
| Olegário Herculano d'Aquino e Castro                              | São Paulo                                |
| Ovídio Fernandes Trigo de Loureiro                                | São Paulo                                |
| Monsenhor Pedro Machado de Miranda Malheiros                      | Portugal                                 |
| Silvério Fernandes de Araújo Jorge                                | Alagoas                                  |
| Tomás Antônio Maciel Monteiro (Barão de Itamaracá)                | Pernambuco                               |
| Tomás Xavier Garcia d'Almeida                                     | Rio Grande do Norte                      |
| Tibúrcio Valeriano da Silva Tavares                               | Bahia                                    |
| Tristão de Alencar Araripe                                        | Ceará                                    |
| Viriato Bandeira Duarte                                           | Maranhão                                 |

| Legenda: | Ministros que passaram a integrar o STF |

## Supremo Tribunal Federal –República
O STF, na sua composição inicial, possuía quinze ministros. O decreto n.º 19.656, ato do Governo Provisório, em 1931, reduziu o número de ministros para onze. O AI-2, de 1965, aumentou o número de ministros para 16. Em 1969, o AI-6 retornou a composição para onze ministros, número que permanece até hoje.
| Vaga | Ordem | Ministro | Ministro                               | Estado de origem    | Alma mater                      | Período                                                                                   | Duração            | Indicação presidencial    | Função anterior                                                                 |
| ---- | ----- | -------- | -------------------------------------- | ------------------- | ------------------------------- | ----------------------------------------------------------------------------------------- | ------------------ | ------------------------- | ------------------------------------------------------------------------------- |
| 1    | 1     |          | Visconde de Sabará (1817–1894)         | Minas Gerais        | USP                             | 28 de fevereiro de 1891 – 4 de maio de 1892                                               | 1 ano e 66 dias    | Deodoro da Fonseca        | Ministro do Supremo Tribunal de Justiça                                         |
| 1    | 2     |          | José Higino (1847–1901)                | Pernambuco          | UFPE                            | 4 de junho de 1892 – 7 de junho de 1897                                                   | 5 anos e 3 dias    | Floriano Peixoto          | Ministro da Justiça e dos Negócios Interiores (interino)                        |
| 1    | 3     |          | André Cavalcanti (1834–1927)           | Pernambuco          | UFPE                            | 12 de junho de 1897 – 13 de fevereiro de 1927                                             | 29 anos e 246 dias | Prudente de Morais        | Juiz do Distrito Federal                                                        |
| 1    | 4     |          | Soriano de Sousa (1863–1938)           | Pernambuco          | UFPE                            | 25 de fevereiro de 1927 – 20 de julho de 1933                                             | 6 anos e 145 dias  | Washington Luís           | Desembargador do Tribunal de Justiça do Estado de São Paulo                     |
| 1    | 5     |          | Costa Manso (1876–1957)                | São Paulo           | USP                             | 28 de agosto de 1933 – 3 de maio de 1939                                                  | 5 anos e 248 dias  | Getúlio Vargas            | Desembargador do Tribunal de Justiça do Estado de São Paulo                     |
| 1    | 6     |          | Barros Barreto (1895–1969)             | Pernambuco          | UFRJ                            | 17 de maio de 1939 – 20 de maio de 1963                                                   | 24 anos e 3 dias   | Getúlio Vargas            | Desembargador do Tribunal de Apelação do Distrito Federal                       |
| 1    | 7     |          | Hermes Lima (1902–1978)                | Bahia               | UFBA                            | 26 de junho de 1963 – 19 de janeiro de 1969 (afastado do cargo pelo AI-5)                 | 5 anos e 207 dias  | João Goulart              | Ministro das Relações Exteriores; Primeiro-ministro do Brasil                   |
| 2    | 1     |          | Freitas Henriques (1822–1903)          | Bahia               | UFPE                            | 28 de fevereiro de 1891 – 10 de fevereiro de 1894                                         | 2 anos e 347 dias  | Deodoro da Fonseca        | Ministro do Supremo Tribunal de Justiça                                         |
| 2    | 2     |          | Luís Osório (1848–1896)                | Rio Grande do Sul   | UFPE                            | 28 de novembro de 1894 – 26 de novembro de 1896                                           | 1 ano e 364 dias   | Floriano Peixoto          | Ministro Plenipotenciário do Brasil                                             |
| 2    | 3     |          | João Pedro (1846–1910)                 | Maranhão            | UFPE                            | 20 de janeiro de 1897 – 2 de novembro de 1910                                             | 13 anos e 286 dias | Manuel Vitorino           | Senador pelo Maranhão                                                           |
| 2    | 4     |          | Leoni Ramos (1857–1931)                | Bahia               | UFPE                            | 22 de novembro de 1910 – 20 de março de 1931                                              | 20 anos e 179 dias | Nilo Peçanha              | Chefe de Polícia do Distrito Federal                                            |
| 2    | 5     |          | Carvalho Mourão (1872–1951)            | Minas Gerais        | USP                             | 8 de junho de 1931 – 10 de dezembro de 1940                                               | 9 anos e 185 dias  | Getúlio Vargas            | Reitor da Universidade do Rio de Janeiro                                        |
| 2    | 6     |          | Castro Nunes (1882–1959)               | Rio de Janeiro      | UFRJ                            | 18 de dezembro de 1940 – 2 de setembro de 1949                                            | 8 anos e 258 dias  | Getúlio Vargas            | Ministro do Tribunal de Contas da União                                         |
| 2    | 7     |          | Luís Gallotti (1904–1978)              | Santa Catarina      | UFRJ                            | 22 de setembro de 1949 – 16 de agosto de 1974                                             | 24 anos e 328 dias | Eurico Gaspar Dutra       | Procurador-geral da República                                                   |
| 2    | 8     |          | Cordeiro Guerra (1916–1993)            | Rio de Janeiro      | UFRJ                            | 26 de setembro de 1974 – 18 de março de 1986                                              | 11 anos e 173 dias | Ernesto Geisel            | Procurador de Justiça do Ministério Público do Estado da Guanabara              |
| 2    | 9     |          | Célio Borja (1928–2022)                | Rio de Janeiro      | UERJ                            | 14 de abril de 1986 – 31 de março de 1992                                                 | 5 anos e 352 dias  | José Sarney               | Assessor Especial da Presidência da República                                   |
| 2    | 10    |          | Francisco Rezek (1944–) (2ª nomeação)  | Minas Gerais        | UFMG                            | 21 de maio de 1992 – 5 de fevereiro de 1997                                               | 4 anos e 260 dias  | Fernando Collor           | Ministro das Relações Exteriores                                                |
| 2    | 11    |          | Nelson Jobim (1946–)                   | Rio Grande do Sul   | UFRGS                           | 15 de abril de 1997 – 29 de março de 2006                                                 | 8 anos e 348 dias  | Fernando Henrique Cardoso | Ministro da Justiça                                                             |
| 2    | 12    |          | Cármen Lúcia (1954–)                   | Minas Gerais        | PUC-MG                          | 21 de junho de 2006 – em exercício                                                        | 18 anos e 247 dias | Luiz Inácio Lula da Silva | Procuradora do Estado de Minas Gerais                                           |
| 3    | 1     |          | Alencar Araripe (1821–1908)            | Ceará               | USP                             | 28 de fevereiro de 1891 – 25 de janeiro de 1892                                           | 331 dias           | Deodoro da Fonseca        | Ministro do Supremo Tribunal de Justiça                                         |
| 3    | 2     |          | Macedo Soares (1838–1905)              | Rio de Janeiro      | USP                             | 29 de janeiro de 1892 – 14 de agosto de 1905                                              | 13 anos e 197 dias | Floriano Peixoto          | Juiz do Tribunal de Apelação do Distrito Federal                                |
| 3    | 3     |          | Guimarães Natal (1860–1933)            | Goiás               | USP                             | 23 de setembro de 1905 – 13 de abril de 1927                                              | 21 anos e 202 dias | Rodrigues Alves           | Juiz Federal                                                                    |
| 3    | 4     |          | Cardoso Ribeiro (1876–1932)            | São Paulo           | USP                             | 25 de maio de 1927 – 16 de maio de 1932                                                   | 4 anos e 357 dias  | Washington Luís           | Desembargador do Tribunal de Justiça do Estado de São Paulo                     |
| 3    | 5     |          | Laudo de Camargo (1881–1963)           | São Paulo           | USP                             | 9 de junho de 1932 – 25 de abril de 1951                                                  | 18 anos e 320 dias | Getúlio Vargas            | Desembargador do Tribunal de Justiça do Estado de São Paulo                     |
| 3    | 6     |          | Mario Guimarães (1889–1976)            | São Paulo           | USP                             | 28 de maio de 1951 – 10 de abril de 1956                                                  | 4 anos e 318 dias  | Getúlio Vargas            | Desembargador do Tribunal de Justiça do Estado de São Paulo                     |
| 3    | 7     |          | Cândido Mota (1897–1977)               | São Paulo           | USP                             | 2 de maio de 1956 – 18 de setembro de 1967                                                | 11 anos e 139 dias | Juscelino Kubitschek      | Presidente Nacional do Partido Republicano                                      |
| 3    | 8     |          | Amaral Santos (1902–1983)              | São Paulo           | USP                             | 18 de outubro de 1967 – 25 de julho de 1972                                               | 4 anos e 281 dias  | Costa e Silva             | Professor da Universidade de São Paulo                                          |
| 3    | 9     |          | Rodrigues Alckmin (1915–1978)          | São Paulo           | USP                             | 11 de outubro de 1972 – 6 de novembro de 1978                                             | 6 anos e 26 dias   | Emílio Garrastazu Médici  | Desembargador do Tribunal de Justiça do Estado de São Paulo                     |
| 3    | 10    |          | Rafael Mayer (1919–2013)               | Paraíba             | UFPE                            | 15 de dezembro de 1978 – 14 de março de 1989                                              | 10 anos e 89 dias  | Ernesto Geisel            | Consultor-geral da República                                                    |
| 3    | 11    |          | Celso de Mello (1945–)                 | São Paulo           | USP                             | 17 de agosto de 1989 – 13 de outubro de 2020                                              | 31 anos e 57 dias  | José Sarney               | Procurador de Justiça do Ministério Público do Estado de São Paulo              |
| 3    | 12    |          | Nunes Marques (1972–)                  | Piauí               | UFPI                            | 5 de novembro de 2020 – em exercício                                                      | 4 anos e 110 dias  | Jair Bolsonaro            | Desembargador do Tribunal Regional Federal da 1ª Região                         |
| 4    | 1     |          | Andrade Pinto (1823–1898)              | Rio de Janeiro      | USP                             | 28 de fevereiro de 1891 – 8 de outubro de 1894                                            | 3 anos e 222 dias  | Deodoro da Fonseca        | Ministro do Supremo Tribunal de Justiça                                         |
| 4    | 2     |          | Lúcio de Mendonça (1854–1909)          | Rio de Janeiro      | USP                             | 24 de abril de 1895 – 26 de outubro de 1907                                               | 13 anos e 185 dias | Prudente de Morais        | Diretor-geral da Secretaria de Estado dos Negócios da Justiça                   |
| 4    | 3     |          | Pedro Lessa (1859–1921)                | Minas Gerais        | USP                             | 20 de novembro de 1907 – 25 de julho de 1921                                              | 13 anos e 247 dias | Afonso Pena               | Advogado                                                                        |
| 4    | 4     |          | Alfredo Pinto (1863–1923)              | Pernambuco          | UFPE                            | 21 de setembro de 1921 – 8 de julho de 1923                                               | 1 ano e 290 dias   | Epitácio Pessoa           | Ministro da Justiça e Negócios Interiores                                       |
| 4    | 5     |          | Arthur Ribeiro (1866–1936)             | Minas Gerais        | USP                             | 6 de agosto de 1923 – 24 de março de 1936                                                 | 12 anos e 231 dias | Artur Bernardes           | Desembargador do Tribunal da Relação de Minas Gerais                            |
| 4    | 6     |          | Carlos Maximiliano (1873–1960)         | Rio Grande do Sul   | UFMG                            | 4 de maio de 1936 – 13 de junho de 1941                                                   | 5 anos e 40 dias   | Getúlio Vargas            | Procurador-geral da República                                                   |
| 4    | 7     |          | Waldemar Falcão (1895–1946)            | Ceará               | UFC                             | 18 de junho de 1941 – 2 de outubro de 1946                                                | 5 anos e 106 dias  | Getúlio Vargas            | Ministro do Trabalho                                                            |
| 4    | 8     |          | Hahnemann Guimarães (1901–1980)        | Rio de Janeiro      | UFRJ                            | 30 de outubro de 1946 – 3 de outubro de 1967                                              | 20 anos e 338 dias | Eurico Gaspar Dutra       | Procurador-geral da República                                                   |
| 4    | 9     |          | Themístocles Cavalcanti (1899–1980)    | Rio de Janeiro      | UFRJ                            | 18 de outubro de 1967 – 14 de outubro de 1969                                             | 1 ano e 361 dias   | Costa e Silva             | Deputado da Assembleia Constituinte da Guanabara                                |
| 4    | 10    |          | Bilac Pinto (1908–1985)                | Minas Gerais        | UFMG                            | 17 de junho de 1970 – 9 de fevereiro de 1978                                              | 7 anos e 237 dias  | Emílio Garrastazu Médici  | Embaixador do Brasil                                                            |
| 4    | 11    |          | Décio Miranda (1916–2000)              | Minas Gerais        | UFRJ                            | 27 de junho de 1978 – 2 de setembro de 1985                                               | 7 anos e 67 dias   | Ernesto Geisel            | Ministro do Tribunal Federal de Recursos                                        |
| 4    | 12    |          | Carlos Madeira (1920–1998)             | Maranhão            | UFMA                            | 19 de setembro de 1985 – 17 de março de 1990                                              | 4 anos e 179 dias  | José Sarney               | Ministro do Tribunal Federal de Recursos                                        |
| 4    | 13    |          | Marco Aurélio (1946–)                  | Rio de Janeiro      | UFRJ                            | 13 de junho de 1990 – 12 de julho de 2021                                                 | 31 anos e 29 dias  | Fernando Collor           | Ministro do Tribunal Superior do Trabalho                                       |
| 4    | 14    |          | André Mendonça (1972–)                 | São Paulo           | ITE                             | 16 de dezembro de 2021 – em exercício                                                     | 3 anos e 69 dias   | Jair Bolsonaro            | Advogado-geral da União                                                         |
| 5    | 1     |          | Aquino e Castro (1828–1906)            | São Paulo           | USP                             | 28 de fevereiro de 1891 – 10 de agosto de 1906                                            | 15 anos e 163 dias | Deodoro da Fonseca        | Ministro do Supremo Tribunal de Justiça                                         |
| 5    | 2     |          | Manuel Espíndola (1841–1912)           | Bahia               | UFPE                            | 29 de setembro de 1906 – 7 de outubro de 1912                                             | 6 anos e 8 dias    | Rodrigues Alves           | Desembargador do Tribunal de Apelação do Distrito Federal                       |
| 5    | 3     |          | Pedro Mibielli (1866–1945)             | Rio Grande do Sul   | USP                             | 13 de novembro de 1912 – 18 de fevereiro de 1931                                          | 18 anos e 97 dias  | Hermes da Fonseca         | Desembargador do Tribunal da Relação do Rio Grande do Sul                       |
| 6    | 1     |          | Faria (1825–1902)                      | Rio de Janeiro      | USP                             | 28 de fevereiro de 1891 – 1 de fevereiro de 1892                                          | 338 dias           | Deodoro da Fonseca        | Ministro do Supremo Tribunal de Justiça                                         |
| 6    | 2     |          | Anfilófio de Carvalho (1850–1903)      | Bahia               | UFPE                            | 1 de março de 1892 – 3 de abril de 1895                                                   | 3 anos e 33 dias   | Floriano Peixoto          | Deputado federal pela Bahia                                                     |
| 6    | 3     |          | Figueiredo Júnior (1844–1917)          | Rio de Janeiro      | USP                             | 11 de dezembro de 1895 – 23 de agosto de 1897                                             | 1 ano e 255 dias   | Prudente de Morais        | Advogado                                                                        |
| 6    | 4     |          | Augusto Olinto (1842–1898)             | Minas Gerais        | USP                             | 8 de setembro de 1897 – 12 de agosto de 1898                                              | 338 dias           | Prudente de Morais        | Juiz de Direito                                                                 |
| 6    | 5     |          | Gonçalves de Carvalho (1843–1901)      | Rio de Janeiro      | USP                             | 1 de setembro de 1898 – 18 de janeiro de 1901                                             | 2 anos e 139 dias  | Prudente de Morais        | Juiz do Tribunal de Apelação do Distrito Federal                                |
| 6    | 6     |          | Alberto Torres (1865–1917)             | Rio de Janeiro      | UFPE                            | 18 de maio de 1901 – 18 de setembro de 1909                                               | 8 anos e 123 dias  | Campos Sales              | Governador do Estado do Rio de Janeiro                                          |
| 6    | 7     |          | Godofredo Cunha (1860–1936)            | Rio Grande do Sul   | UFPE                            | 25 de setembro de 1909 – 18 de fevereiro de 1931                                          | 21 anos e 146 dias | Nilo Peçanha              | Juiz Federal                                                                    |
| 7    | 1     |          | Mendonça Uchôa (1820–1910)             | Alagoas             | UFPE                            | 28 de fevereiro de 1891 – 25 de março de 1892                                             | 1 ano e 26 dias    | Deodoro da Fonseca        | Ministro do Supremo Tribunal de Justiça                                         |
| 7    | 2     |          | Bento Lisboa (1836–1905)               | Rio de Janeiro      | USP                             | 4 de junho de 1892 – 18 de novembro de 1893                                               | 1 ano e 167 dias   | Floriano Peixoto          | Juiz do Tribunal de Apelação do Distrito Federal                                |
| 7    | 3     |          | Bernardino Ferreira (1856–1905)        | São Paulo           | USP                             | 10 de outubro de 1894 – 24 de outubro de 1905                                             | 11 anos e 14 dias  | Floriano Peixoto          | Ministro do Conselho Supremo Militar                                            |
| 7    | 4     |          | Cardoso de Castro (1860–1911)          | Bahia               | UFPE                            | 11 de novembro de 1905 – 26 de outubro de 1911                                            | 5 anos e 349 dias  | Rodrigues Alves           | Chefe de Polícia do Distrito Federal                                            |
| 7    | 5     |          | Oliveira Figueiredo (1837–1912)        | Rio de Janeiro      | USP                             | 11 de novembro de 1911 – 29 de outubro de 1912                                            | 353 dias           | Hermes da Fonseca         | Senador pelo Rio de Janeiro                                                     |
| 7    | 6     |          | Sebastião Lacerda (1864–1925)          | Rio de Janeiro      | USP                             | 16 de novembro de 1912 – 5 de julho de 1925                                               | 12 anos e 231 dias | Hermes da Fonseca         | Deputado Estadual do Rio de Janeiro                                             |
| 7    | 7     |          | Bento de Faria (1876–1959)             | Rio de Janeiro      | UFRJ                            | 19 de agosto de 1925 – 25 de maio de 1945                                                 | 19 anos e 279 dias | Artur Bernardes           | Advogado                                                                        |
| 7    | 8     |          | Edgard Costa (1887–1970)               | Rio de Janeiro      | UFRJ                            | 8 de novembro de 1945 – 19 de janeiro de 1957                                             | 11 anos e 72 dias  | José Linhares             | Desembargador do Tribunal de Apelação do Distrito Federal                       |
| 7    | 9     |          | Vilas Boas (1896–1987)                 | Minas Gerais        | UFMG                            | 20 de fevereiro de 1957 – 25 de novembro de 1966                                          | 9 anos e 278 dias  | Juscelino Kubitschek      | Desembargador do Tribunal de Justiça do Estado de Minas Gerais                  |
| 7    | 10    |          | Djaci Falcão (1919–2012)               | Paraíba             | UFPE                            | 21 de fevereiro de 1967 – 26 de janeiro de 1989                                           | 21 anos e 340 dias | Castelo Branco            | Desembargador do Tribunal de Justiça do Estado de Pernambuco                    |
| 7    | 11    |          | Paulo Brossard (1924–2015)             | Rio Grande do Sul   | UFRGS                           | 5 de abril de 1989 – 24 de outubro de 1994                                                | 5 anos e 202 dias  | José Sarney               | Ministro da Justiça                                                             |
| 7    | 12    |          | Maurício Corrêa (1934–2012)            | Minas Gerais        | UFMG                            | 15 de dezembro de 1994 – 8 de maio de 2004                                                | 9 anos e 145 dias  | Itamar Franco             | Ministro da Justiça                                                             |
| 7    | 13    |          | Eros Grau (1940–)                      | Rio Grande do Sul   | Mackenzie                       | 30 de junho de 2004 – 2 de agosto de 2010                                                 | 6 anos e 33 dias   | Luiz Inácio Lula da Silva | Professor Titular da Universidade de São Paulo                                  |
| 7    | 14    |          | Luiz Fux (1953–)                       | Rio de Janeiro      | UERJ                            | 2 de março de 2011 – em exercício                                                         | 13 anos e 358 dias | Dilma Rousseff            | Ministro do Superior Tribunal de Justiça                                        |
| 8    | 1     |          | Queirós Barros (1817–1908)             | Pernambuco          | UFPE                            | 28 de fevereiro de 1891 – 15 de março de 1892                                             | 1 ano e 16 dias    | Deodoro da Fonseca        | Ministro do Supremo Tribunal de Justiça                                         |
| 8    | 2     |          | Faria Lemos (1828–1904)                | Pernambuco          | UFPE                            | 4 de junho de 1893 – 11 de janeiro de 1894                                                | 221 dias           | Floriano Peixoto          | Presidente da Província de Minas Gerais                                         |
| 8    | 3     |          | Américo Brasiliense (1833–1896)        | São Paulo           | USP                             | 24 de novembro de 1894 – 26 de março de 1896                                              | 1 ano e 123 dias   | Floriano Peixoto          | Presidente da Província de São Paulo                                            |
| 8    | 4     |          | Ribeiro de Almeida (1838–1919)         | Rio de Janeiro      | USP                             | 24 de junho de 1896 – 30 de setembro de 1913                                              | 17 anos e 98 dias  | Prudente de Morais        | Desembargador do Tribunal de Apelação do Distrito Federal                       |
| 8    | 5     |          | Coelho e Campos (1843–1919)            | Sergipe             | UFPE                            | 1 de novembro de 1913 – 13 de outubro de 1919                                             | 5 anos e 346 dias  | Hermes da Fonseca         | Senador por Sergipe                                                             |
| 8    | 6     |          | Pedro dos Santos (1866–1942)           | Bahia               | UFPE                            | 29 de novembro de 1919 – 18 de fevereiro de 1931                                          | 11 anos e 81 dias  | Epitácio Pessoa           | Desembargador do Tribunal de Justiça do Estado da Bahia                         |
| 8    | 7     |          | Eduardo Espínola (1875–1968)           | Bahia               | UFPE                            | 13 de maio de 1931 – 25 de maio de 1945                                                   | 14 anos e 12 dias  | Getúlio Vargas            | Advogado                                                                        |
| 8    | 8     |          | Lafayette de Andrada (1900–1974)       | Minas Gerais        | UFRJ                            | 8 de novembro de 1945 – 3 de fevereiro de 1969                                            | 23 anos e 87 dias  | José Linhares             | Desembargador do Tribunal de Apelação do Distrito Federal                       |
| 9    | 1     |          | Sousa Mendes (1823–1905)               | Piauí               | UFPE                            | 28 de fevereiro de 1891 – 6 de maio de 1892                                               | 1 ano e 68 dias    | Deodoro da Fonseca        | Ministro do Supremo Tribunal de Justiça                                         |
| 9    | 2     |          | Ferreira de Resende (1832–1893)        | Minas Gerais        | USP                             | 28 de junho de 1892 – 26 de outubro de 1893                                               | 1 ano e 120 dias   | Floriano Peixoto          | Vice-Governador do Estado de Minas Gerais                                       |
| 9    | 3     |          | Sousa Martins (1829–1896)              | Piauí               | UFPE                            | 10 de outubro de 1894 – 25 de dezembro de 1896                                            | 2 anos e 76 dias   | Floriano Peixoto          | Ministro do Conselho Supremo Militar                                            |
| 9    | 4     |          | Manuel Murtinho (1847–1917)            | Mato Grosso         | USP                             | 23 de janeiro de 1897 – 22 de abril de 1917                                               | 20 anos e 89 dias  | Manuel Vitorino           | Governador do Estado do Mato Grosso                                             |
| 9    | 5     |          | Pires e Albuquerque (1865–1954)        | Bahia               | UFPE                            | 26 de maio de 1917 – 18 de fevereiro de 1931                                              | 13 anos e 268 dias | Venceslau Brás            | Juiz Federal                                                                    |
| 10   | 1     |          | Trigo de Loureiro (1828–1904)          | São Paulo           | USP                             | 28 de fevereiro de 1891 – 29 de setembro de 1894                                          | 3 anos e 213 dias  | Deodoro da Fonseca        | Ministro do Supremo Tribunal de Justiça                                         |
| 10   | 2     |          | Ubaldino do Amaral (1842–1920)         | Paraná              | USP                             | 15 de dezembro de 1894 – 4 de maio de 1896                                                | 1 ano e 141 dias   | Prudente de Morais        | Senador pelo Paraná                                                             |
| 10   | 3     |          | João Barbalho (1846–1909)              | Pernambuco          | UFPE                            | 20 de janeiro de 1897 – 16 de abril de 1906                                               | 9 anos e 86 dias   | Manuel Vitorino           | Senador por Pernambuco                                                          |
| 10   | 4     |          | Amaro Cavalcanti (1849–1922)           | Rio Grande do Norte | Albany Law School               | 27 de junho de 1906 – 30 de dezembro de 1914                                              | 8 anos e 186 dias  | Rodrigues Alves           | Consultor Jurídico do Ministério das Relações Exteriores                        |
| 10   | 5     |          | Viveiros de Castro (1867–1927)         | Maranhão            | UFPE                            | 3 de fevereiro de 1915 – 14 de abril de 1927                                              | 12 anos e 70 dias  | Venceslau Brás            | Ministro do Tribunal de Contas da União                                         |
| 10   | 6     |          | Firmino Whitaker (1866–1934)           | São Paulo           | USP                             | 6 de junho de 1927 – 5 de março de 1934                                                   | 6 anos e 272 dias  | Washington Luís           | Desembargador do Tribunal de Justiça do Estado de São Paulo                     |
| 10   | 7     |          | Ataulfo de Paiva (1867–1955)           | Rio de Janeiro      | USP                             | 20 de março de 1934 – 16 de dezembro de 1937                                              | 3 anos e 271 dias  | Getúlio Vargas            | Desembargador do Tribunal de Apelação do Distrito Federal                       |
| 10   | 8     |          | José Linhares (1886–1957)              | Ceará               | USP                             | 24 de dezembro de 1937 – 29 de janeiro de 1956                                            | 18 anos e 36 dias  | Getúlio Vargas            | Desembargador do Tribunal de Apelação do Distrito Federal                       |
| 10   | 9     |          | Ary Franco (1900–1963)                 | Rio de Janeiro      | UFRJ                            | 1 de fevereiro de 1956 – 17 de junho de 1963                                              | 7 anos e 136 dias  | Nereu Ramos               | Desembargador do Tribunal de Justiça do Estado do Rio de Janeiro                |
| 10   | 10    |          | Evandro Lins (1912–2002)               | Piauí               | UFRJ                            | 4 de setembro de 1963 – 16 de janeiro de 1969 (afastado do cargo pelo AI-5)               | 5 anos e 134 dias  | João Goulart              | Ministro das Relações Exteriores                                                |
| 11   | 1     |          | Costa Barradas (1833–1908)             | Maranhão            | UFPE                            | 28 de fevereiro de 1891 – 21 de outubro de 1893                                           | 2 anos e 235 dias  | Deodoro da Fonseca        | Juiz de Direito                                                                 |
| 11   | 2     |          | Pindaíba de Matos (1831–1913)          | Maranhão            | UFPE                            | 10 de outubro de 1894 – 27 de dezembro de 1910                                            | 16 anos e 78 dias  | Floriano Peixoto          | Desembargador do Tribunal de Apelação do Distrito Federal                       |
| 11   | 3     |          | Muniz Barreto (1864–1934)              | Rio de Janeiro      | USP                             | 31 de dezembro de 1910 – 18 de fevereiro de 1931                                          | 20 anos e 49 dias  | Hermes da Fonseca         | Desembargador do Tribunal de Apelação do Distrito Federal                       |
| 12   | 1     |          | Barão de Pereira Franco (1827–1902)    | Bahia               | UFPE                            | 28 de fevereiro de 1891 – 20 de janeiro de 1902                                           | 10 anos e 326 dias | Deodoro da Fonseca        | Desembargador do Tribunal de Apelação do Distrito Federal                       |
| 12   | 2     |          | Epitácio Pessoa (1865–1942)            | Paraíba             | UFPE                            | 28 de janeiro de 1902 – 17 de agosto de 1912                                              | 10 anos e 202 dias | Campos Sales              | Ministro da Justiça                                                             |
| 12   | 3     |          | Enéas Galvão (1863–1916)               | Rio Grande do Sul   | USP                             | 24 de agosto de 1912 – 24 de novembro de 1916                                             | 4 anos e 92 dias   | Hermes da Fonseca         | Desembargador do Tribunal de Apelação do Distrito Federal                       |
| 12   | 4     |          | João Mendes (1856–1923)                | Rio de Janeiro      | USP                             | 5 de janeiro de 1917 – 24 de outubro de 1922                                              | 5 anos e 292 dias  | Venceslau Brás            | Professor Titular da Universidade de São Paulo                                  |
| 12   | 5     |          | Geminiano da Franca (1870–1935)        | Paraíba             | UFPE                            | 22 de novembro de 1922 – 18 de fevereiro de 1931                                          | 8 anos e 88 dias   | Epitácio Pessoa           | Chefe de Polícia do Distrito Federal                                            |
| 12   | 6     |          | Plínio Casado (1870–1964)              | Rio Grande do Sul   | USP                             | 4 de junho de 1931 – 1 de outubro de 1938                                                 | 7 anos e 119 dias  | Getúlio Vargas            | Interventor Federal do Rio de Janeiro                                           |
| 12   | 7     |          | Washington de Oliveira (1872–1950)     | Rio de Janeiro      | USP                             | 12 de outubro de 1938 – 17 de junho de 1940                                               | 1 ano e 249 dias   | Getúlio Vargas            | Juiz Federal                                                                    |
| 12   | 8     |          | Aníbal Freire (1884–1970)              | Sergipe             | UFPE                            | 26 de junho de 1940 – 17 de maio de 1951                                                  | 10 anos e 325 dias | Getúlio Vargas            | Consultor-geral da República                                                    |
| 12   | 9     |          | Nelson Hungria (1891–1969)             | Minas Gerais        | UFRJ                            | 4 de junho de 1951 – 11 de abril de 1961                                                  | 9 anos e 311 dias  | Getúlio Vargas            | Desembargador do Tribunal de Apelação do Distrito Federal                       |
| 12   | 10    |          | Pedro Chaves (1897–1985)               | São Paulo           | USP                             | 26 de abril de 1961 – 5 de junho de 1967                                                  | 6 anos e 40 dias   | Jânio Quadros             | Desembargador do Tribunal de Justiça do Estado de São Paulo                     |
| 12   | 11    |          | Barros Monteiro (1908–1974)            | São Paulo           | USP                             | 7 de julho de 1967 – 3 de maio de 1974                                                    | 6 anos e 300 dias  | Costa e Silva             | Desembargador do Tribunal de Justiça do Estado de São Paulo                     |
| 12   | 12    |          | Leitão de Abreu (1913–1992)            | Rio Grande do Sul   | UFRGS                           | 17 de junho de 1974 – 11 de agosto de 1981                                                | 7 anos e 55 dias   | Ernesto Geisel            | Ministro de Estado Extraordinário do Gabinete Civil da Presidência da República |
| 12   | 13    |          | Néri da Silveira (1932–)               | Rio Grande do Sul   | PUCRS                           | 1 de setembro de 1981 – 24 de abril de 2002                                               | 20 anos e 235 dias | João Figueiredo           | Ministro do Tribunal Federal de Recursos                                        |
| 12   | 14    |          | Gilmar Mendes (1955–)                  | Mato Grosso         | UnB                             | 20 de junho de 2002 – em exercício                                                        | 22 anos e 248 dias | Fernando Henrique Cardoso | Advogado-geral da União                                                         |
| 13   | 1     |          | Barão de Lucena (1835–1913)            | Pernambuco          | UFPE                            | 28 de fevereiro de 1891 – 25 de janeiro de 1892                                           | 331 dias           | Deodoro da Fonseca        | Governador do Estado de Pernambuco                                              |
| 13   | 2     |          | Barros Pimentel (1824–1906)            | Alagoas             | UFPE                            | 29 de janeiro de 1892 – 18 de novembro de 1893                                            | 1 ano e 293 dias   | Floriano Peixoto          | Desembargador do Tribunal de Apelação do Distrito Federal                       |
| 13   | 3     |          | Hermínio do Espírito Santo (1841–1924) | Pernambuco          | UFPE                            | 17 de novembro de 1894 – 11 de novembro de 1924                                           | 29 anos e 360 dias | Floriano Peixoto          | Juiz Federal                                                                    |
| 13   | 4     |          | João Luís Alves (1870–1925)            | Minas Gerais        | USP                             | 24 de janeiro de 1925 – 15 de novembro de 1925                                            | 295 dias           | Artur Bernardes           | Ministro da Justiça                                                             |
| 13   | 5     |          | Herculano de Freitas (1865–1926)       | Rio Grande do Sul   | USP                             | 28 de janeiro de 1926 – 14 de maio de 1926                                                | 106 dias           | Artur Bernardes           | Deputado federal por São Paulo                                                  |
| 13   | 6     |          | Heitor de Sousa (1871–1929)            | Sergipe             | UFPE                            | 2 de julho de 1926 – 11 de janeiro de 1929                                                | 2 anos e 193 dias  | Artur Bernardes           | Deputado federal pelo Espírito Santo                                            |
| 13   | 7     |          | Rodrigo Otávio (1866–1944)             | São Paulo           | USP                             | 8 de fevereiro de 1929 – 7 de fevereiro de 1934                                           | 4 anos e 364 dias  | Washington Luís           | Consultor-geral da República                                                    |
| 13   | 8     |          | Otávio Kelly (1878–1948)               | Rio de Janeiro      | UFRJ                            | 14 de fevereiro de 1934 – 30 de julho de 1942                                             | 8 anos e 166 dias  | Getúlio Vargas            | Juiz Federal                                                                    |
| 13   | 9     |          | Filadelfo e Azevedo (1894–1951)        | Rio de Janeiro      | UFRJ                            | 16 de agosto de 1942 – 26 de janeiro de 1946                                              | 3 anos e 163 dias  | Getúlio Vargas            | Professor Titular da Faculdade Nacional de Direito                              |
| 13   | 10    |          | Ribeiro da Costa (1897–1967)           | Rio de Janeiro      | UFRJ                            | 30 de janeiro de 1946 – 5 de dezembro de 1966                                             | 20 anos e 309 dias | José Linhares             | Chefe de Polícia do Distrito Federal                                            |
| 13   | 11    |          | Adauto Cardoso (1904–1974)             | Minas Gerais        | UFRJ                            | 2 de março de 1967 – 18 de março de 1971                                                  | 4 anos e 16 dias   | Castelo Branco            | Deputado federal pelo Distrito Federal                                          |
| 13   | 12    |          | Antônio Neder (1911–2003)              | Minas Gerais        | UFRJ                            | 28 de abril de 1971 – 10 de junho de 1981                                                 | 10 anos e 43 dias  | Emílio Garrastazu Médici  | Ministro do Tribunal Federal de Recursos                                        |
| 13   | 13    |          | Firmino Paz (1912–1991)                | Piauí               | UFC                             | 24 de junho de 1981 – 17 de julho de 1982                                                 | 1 ano e 23 dias    | João Figueiredo           | Procurador-geral da República                                                   |
| 13   | 14    |          | Aldir Passarinho (1921–2014)           | Piauí               | UFRJ                            | 2 de setembro de 1982 – 22 de abril de 1991                                               | 8 anos e 232 dias  | João Figueiredo           | Ministro do Tribunal Federal de Recursos                                        |
| 13   | 15    |          | Ilmar Galvão (1933–)                   | Bahia               | UFRJ                            | 26 de junho de 1991 – 3 de maio de 2003                                                   | 11 anos e 311 dias | Fernando Collor           | Ministro do Superior Tribunal de Justiça                                        |
| 13   | 16    |          | Ayres Britto (1942–)                   | Sergipe             | UFS                             | 25 de junho de 2003 – 18 de novembro de 2012                                              | 9 anos e 146 dias  | Luiz Inácio Lula da Silva | Professor da Universidade Federal de Sergipe                                    |
| 13   | 17    |          | Luís Roberto Barroso (1958–)           | Rio de Janeiro      | UERJ                            | 26 de junho de 2013 – em exercício                                                        | 11 anos e 242 dias | Dilma Rousseff            | Procurador do Estado do Rio de Janeiro                                          |
| 14   | 1     |          | Barão de Sobral (1841–1893)            | Ceará               | UFPE                            | 28 de fevereiro de 1891 – 31 de agosto de 1893                                            | 2 anos e 184 dias  | Deodoro da Fonseca        | Diretor-geral da Secretaria de Estado dos Negócios da Justiça                   |
| 14   | 2     |          | Barata Ribeiro (1843–1910)             | Bahia               | UFRJ                            | 25 de novembro de 1893 – 24 de setembro de 1894 (indicação rejeitada pelo Senado Federal) | 303 dias           | Floriano Peixoto          | Prefeito do Distrito Federal                                                    |
| 14   | 3     |          | Américo Lobo (1843–1910)               | Minas Gerais        | USP                             | 8 de dezembro de 1894 – 1 de outubro de 1903                                              | 8 anos e 297 dias  | Floriano Peixoto          | Senador por Minas Gerais                                                        |
| 14   | 4     |          | Oliveira Ribeiro (1851–1917)           | Sergipe             | UFPE                            | 14 de outubro de 1903 – 29 de junho de 1917                                               | 13 anos e 258 dias | Rodrigues Alves           | Desembargador do Tribunal de Justiça do Estado de São Paulo                     |
| 14   | 5     |          | Edmundo Lins (1863–1944)               | Minas Gerais        | USP                             | 12 de setembro de 1917 – 16 de novembro de 1937                                           | 20 anos e 65 dias  | Venceslau Brás            | Desembargador do Tribunal da Relação de Minas Gerais                            |
| 14   | 6     |          | Armando de Alencar (1886–1953)         | Rio Grande do Sul   | UFRJ                            | 22 de novembro de 1937 – 6 de maio de 1941                                                | 3 anos e 165 dias  | Getúlio Vargas            | Desembargador do Tribunal de Apelação do Distrito Federal                       |
| 14   | 7     |          | Orozimbo Nonato (1891–1974)            | Minas Gerais        | UFMG                            | 21 de maio de 1941 – 27 de janeiro de 1960                                                | 18 anos e 251 dias | Getúlio Vargas            | Consultor-geral da República                                                    |
| 14   | 8     |          | Gonçalves de Oliveira (1910–1992)      | Minas Gerais        | UFMG                            | 15 de fevereiro de 1960 – 3 de fevereiro de 1969                                          | 8 anos e 354 dias  | Juscelino Kubitschek      | Consultor-geral da República                                                    |
| 15   | 1     |          | Piza e Almeida (1842–1908)             | São Paulo           | USP                             | 1 de abril de 1891 – 22 de abril de 1908                                                  | 17 anos e 21 dias  | Deodoro da Fonseca        | Juiz de Direito                                                                 |
| 15   | 2     |          | Canuto Saraiva (1854–1919)             | São Paulo           | USP                             | 16 de junho de 1908 – 25 de maio de 1919                                                  | 10 anos e 343 dias | Afonso Pena               | Desembargador do Tribunal de Justiça do Estado de São Paulo                     |
| 15   | 3     |          | Hermenegildo de Barros (1866–1955)     | Minas Gerais        | USP                             | 26 de julho de 1919 – 16 de novembro de 1937                                              | 18 anos e 113 dias | Delfim Moreira            | Desembargador do Tribunal da Relação de Minas Gerais                            |
| 15   | 4     |          | Cunha Melo (1880–1950)                 | Pernambuco          | UFPE                            | 24 de novembro de 1937 – 1 de abril de 1942                                               | 4 anos e 128 dias  | Getúlio Vargas            | Juiz Federal                                                                    |
| 15   | 5     |          | Goulart de Oliveira (1882–1950)        | Rio de Janeiro      | UFRJ                            | 15 de abril de 1942 – 28 de maio de 1950                                                  | 8 anos e 43 dias   | Getúlio Vargas            | Desembargador do Tribunal de Apelação do Distrito Federal                       |
| 15   | 6     |          | Rocha Lagoa (1895–1975)                | Minas Gerais        | UFMG                            | 16 de junho de 1950 – 19 de novembro de 1960                                              | 10 anos e 156 dias | Eurico Gaspar Dutra       | Ministro do Tribunal Federal de Recursos                                        |
| 15   | 7     |          | Victor Nunes Leal (1895–1975)          | Minas Gerais        | UFRJ                            | 7 de dezembro de 1960 – 16 de janeiro de 1969 (afastado do cargo pelo AI-5)               | 8 anos e 40 dias   | Juscelino Kubitschek      | Ministro-chefe da Casa Civil                                                    |
| 16   | 1     |          | Adalício Nogueira (1902–1990)          | Bahia               | UFBA                            | 25 de novembro de 1965 – 24 de fevereiro de 1972                                          | 6 anos e 91 dias   | Castelo Branco            | Desembargador do Tribunal de Justiça do Estado da Bahia                         |
| 16   | 2     |          | Xavier de Albuquerque (1926–2015)      | Amazonas            | UFAM                            | 19 de abril de 1972 – 21 de fevereiro de 1983                                             | 10 anos e 308 dias | Emílio Garrastazu Médici  | Procurador-geral da República                                                   |
| 16   | 3     |          | Francisco Rezek (1944–) (1ª nomeação)  | Minas Gerais        | UFMG                            | 24 de março de 1983 – 15 de março de 1990                                                 | 6 anos e 356 dias  | João Figueiredo           | Procurador da República                                                         |
| 16   | 4     |          | Carlos Velloso (1936–)                 | Minas Gerais        | UFMG                            | 13 de junho de 1990 – 19 de janeiro de 2006                                               | 15 anos e 220 dias | Fernando Collor           | Ministro do Superior Tribunal de Justiça                                        |
| 16   | 5     |          | Ricardo Lewandowski (1948–)            | Rio de Janeiro      | FDSBC                           | 16 de março de 2006 – 11 de abril de 2023                                                 | 17 anos e 26 dias  | Luiz Inácio Lula da Silva | Desembargador do Tribunal de Justiça do Estado de São Paulo                     |
| 16   | 6     |          | Cristiano Zanin (1975–)                | São Paulo           | PUC-SP                          | 3 de agosto de 2023 – em exercício                                                        | 1 ano e 204 dias   | Luiz Inácio Lula da Silva | Advogado                                                                        |
| 17   | 1     |          | Prado Kelly (1904–1986)                | Rio de Janeiro      | UFRJ                            | 25 de novembro de 1965 – 18 de janeiro de 1968                                            | 2 anos e 54 dias   | Castelo Branco            | Presidente do Conselho Federal da Ordem dos Advogados do Brasil                 |
| 17   | 2     |          | Thompson Flores (1911–2001)            | Rio Grande do Sul   | UFRGS                           | 14 de março de 1968 – 26 de janeiro de 1981                                               | 12 anos e 318 dias | Costa e Silva             | Desembargador do Tribunal de Justiça do Estado do Rio Grande do Sul             |
| 17   | 3     |          | Clóvis Ramalhete (1912–1995)           | Espírito Santo      | UFRJ                            | 8 de abril de 1981 – 25 de fevereiro de 1982                                              | 323 dias           | João Figueiredo           | Consultor-geral da República                                                    |
| 17   | 4     |          | Oscar Correia (1921–2005)              | Minas Gerais        | UFMG                            | 26 de abril de 1982 – 17 de janeiro de 1989                                               | 6 anos e 266 dias  | João Figueiredo           | Conselheiro Federal da Ordem dos Advogados do Brasil                            |
| 17   | 5     |          | Sepúlveda Pertence (1937–2023)         | Minas Gerais        | UFMG                            | 17 de maio de 1989 – 17 de agosto de 2007                                                 | 18 anos e 92 dias  | José Sarney               | Procurador-geral da República                                                   |
| 17   | 6     |          | Menezes Direito (1942–2009)            | Pará                | PUC-RJ                          | 5 de setembro de 2007 – 1 de setembro de 2009                                             | 1 ano e 361 dias   | Luiz Inácio Lula da Silva | Ministro do Superior Tribunal de Justiça                                        |
| 17   | 7     |          | Dias Toffoli (1967–)                   | São Paulo           | USP                             | 23 de outubro de 2009 – em exercício                                                      | 15 anos e 123 dias | Luiz Inácio Lula da Silva | Advogado-geral da União                                                         |
| 18   | 1     |          | Osvaldo Trigueiro (1905–1989)          | Paraíba             | UFPE                            | 25 de novembro de 1965 – 3 de janeiro de 1975                                             | 9 anos e 39 dias   | Castelo Branco            | Procurador-geral da República                                                   |
| 18   | 2     |          | Moreira Alves (1933–2023)              | São Paulo           | UFRJ                            | 20 de junho de 1975 – 20 de abril de 2003                                                 | 27 anos e 304 dias | Ernesto Geisel            | Procurador-geral da República                                                   |
| 18   | 3     |          | Joaquim Barbosa (1954–)                | Minas Gerais        | UnB                             | 25 de junho de 2003 – 31 de julho de 2014                                                 | 11 anos e 36 dias  | Luiz Inácio Lula da Silva | Procurador da República                                                         |
| 18   | 4     |          | Edson Fachin (1958–)                   | Rio Grande do Sul   | UFPR                            | 16 de junho de 2015 – em exercício                                                        | 9 anos e 252 dias  | Dilma Rousseff            | Professor Titular da Universidade Federal do Paraná                             |
| 19   | 1     |          | Aliomar Baleeiro (1905–1978)           | Bahia               | UFBA                            | 25 de novembro de 1965 – 2 de maio de 1975                                                | 9 anos e 158 dias  | Castelo Branco            | Deputado federal pela Guanabara                                                 |
| 19   | 2     |          | Cunha Peixoto (1911–1989)              | Minas Gerais        | UFMG                            | 4 de julho de 1975 – 9 de dezembro de 1981                                                | 6 anos e 158 dias  | Ernesto Geisel            | Desembargador do Tribunal de Justiça do Estado de Minas Gerais                  |
| 19   | 3     |          | Alfredo Buzaid (1914–1991)             | São Paulo           | USP                             | 30 de março de 1982 – 20 de julho de 1984                                                 | 2 anos e 112 dias  | João Figueiredo           | Ministro da Justiça                                                             |
| 19   | 4     |          | Sydney Sanches (1933–)                 | São Paulo           | USP                             | 31 de agosto de 1984 – 27 de abril de 2003                                                | 18 anos e 239 dias | João Figueiredo           | Desembargador do Tribunal de Justiça do Estado de São Paulo                     |
| 19   | 5     |          | Cezar Peluso (1942–)                   | São Paulo           | Universidade Católica de Santos | 25 de junho de 2003 – 3 de setembro de 2012                                               | 9 anos e 70 dias   | Luiz Inácio Lula da Silva | Desembargador do Tribunal de Justiça do Estado de São Paulo                     |
| 19   | 6     |          | Teori Zavascki (1948–2017)             | Santa Catarina      | UFRGS                           | 29 de novembro de 2012 – 19 de janeiro de 2017                                            | 4 anos e 51 dias   | Dilma Rousseff            | Ministro do Superior Tribunal de Justiça                                        |
| 19   | 7     |          | Alexandre de Moraes (1968–)            | São Paulo           | USP                             | 22 de março de 2017 – em exercício                                                        | 7 anos e 338 dias  | Michel Temer              | Ministro da Justiça                                                             |
| 20   | 1     |          | Carlos Medeiros (1907–1983)            | Minas Gerais        | UFRJ                            | 25 de novembro de 1965 – 18 de julho de 1966                                              | 235 dias           | Castelo Branco            | Conselheiro Federal da Ordem dos Advogados do Brasil                            |
| 20   | 2     |          | Elói Rocha (1907–1999)                 | Minas Gerais        | UFRGS                           | 15 de setembro de 1966 – 3 de junho de 1977                                               | 10 anos e 261 dias | Castelo Branco            | Desembargador do Tribunal de Justiça do Estado do Rio Grande do Sul             |
| 20   | 3     |          | Soares Muñoz (1916–1991)               | Rio Grande do Sul   | UFRGS                           | 8 de agosto de 1977 – 5 de novembro de 1984                                               | 7 anos e 89 dias   | Ernesto Geisel            | Desembargador do Tribunal de Justiça do Estado do Rio Grande do Sul             |
| 20   | 4     |          | Octavio Gallotti (1930–)               | Rio de Janeiro      | UFRJ                            | 20 de novembro de 1984 – 28 de outubro de 2000                                            | 15 anos e 343 dias | João Figueiredo           | Ministro do Tribunal de Contas da União                                         |
| 20   | 5     |          | Ellen Gracie (1948–)                   | Rio de Janeiro      | UFRGS                           | 14 de dezembro de 2000 – 8 de agosto de 2011                                              | 10 anos e 237 dias | Fernando Henrique Cardoso | Desembargadora do Tribunal Regional Federal da 4ª Região                        |
| 20   | 6     |          | Rosa Weber (1948–)                     | Rio Grande do Sul   | UFRGS                           | 19 de dezembro de 2011 – 30 de setembro de 2023                                           | 11 anos e 285 dias | Dilma Rousseff            | Ministra do Tribunal Superior do Trabalho                                       |
| 20   | 7     |          | Flávio Dino (1968–)                    | Maranhão            | UFMA                            | 22 de fevereiro de 2024 – em exercício                                                    | 1 ano e 1 dia      | Luiz Inácio Lula da Silva | Ministro da Justiça e Segurança Pública                                         |

Legenda
| Ministros que também foram presidentes do STF | Membro atual e ex-presidente do STF | Membro e atual presidente do STF      |
|                                               | Membro atual do STF                 | Membro e atual vice-presidente do STF |

### Maiores mandatos
| Vaga | Ordem | Ministro | Ministro                               | Estado de origem | Alma mater | Período                                         | Duração            | Indicação presidencial | Função anterior                                                    |
| ---- | ----- | -------- | -------------------------------------- | ---------------- | ---------- | ----------------------------------------------- | ------------------ | ---------------------- | ------------------------------------------------------------------ |
| 3    | 11    |          | Celso de Mello (1945–)                 | São Paulo        | USP        | 17 de agosto de 1989 – 13 de outubro de 2020    | 31 anos e 57 dias  | José Sarney            | Procurador de Justiça do Ministério Público do Estado de São Paulo |
| 4    | 13    |          | Marco Aurélio (1946–)                  | Rio de Janeiro   | UFRJ       | 13 de junho de 1990 – 12 de julho de 2021       | 31 anos e 29 dias  | Fernando Collor        | Ministro do Tribunal Superior do Trabalho                          |
| 13   | 3     |          | Hermínio do Espírito Santo (1841–1924) | Pernambuco       | UFPE       | 17 de novembro de 1894 – 11 de novembro de 1924 | 29 anos e 360 dias | Floriano Peixoto       | Juiz Federal                                                       |
| 1    | 3     |          | André Cavalcanti (1834–1927)           | Pernambuco       | UFPE       | 12 de junho de 1897 – 13 de fevereiro de 1927   | 29 anos e 246 dias | Prudente de Morais     | Juiz do Distrito Federal                                           |
| 18   | 2     |          | Moreira Alves (1933–2023)              | São Paulo        | UFRJ       | 20 de junho de 1975 – 20 de abril de 2003       | 27 anos e 304 dias | Ernesto Geisel         | Procurador-geral da República                                      |

### Menores mandatos
| Vaga | Ordem | Ministro | Ministro                         | Estado de origem  | Alma mater | Período                                                                                   | Duração  | Indicação presidencial | Função anterior                                      |
| ---- | ----- | -------- | -------------------------------- | ----------------- | ---------- | ----------------------------------------------------------------------------------------- | -------- | ---------------------- | ---------------------------------------------------- |
| 13   | 5     |          | Herculano de Freitas (1865–1926) | Rio Grande do Sul | USP        | 28 de janeiro de 1926 – 14 de maio de 1926                                                | 106 dias | Artur Bernardes        | Deputado federal por São Paulo                       |
| 8    | 2     |          | Faria Lemos (1828–1904)          | Pernambuco        | UFPE       | 4 de junho de 1893 – 11 de janeiro de 1894                                                | 221 dias | Floriano Peixoto       | Presidente da Província de Minas Gerais              |
| 20   | 1     |          | Carlos Medeiros (1907–1983)      | Minas Gerais      | UFRJ       | 25 de novembro de 1965 – 18 de julho de 1966                                              | 235 dias | Castelo Branco         | Conselheiro Federal da Ordem dos Advogados do Brasil |
| 13   | 4     |          | João Luís Alves (1870–1925)      | Minas Gerais      | USP        | 24 de janeiro de 1925 – 15 de novembro de 1925                                            | 295 dias | Artur Bernardes        | Ministro da Justiça                                  |
| 14   | 2     |          | Barata Ribeiro (1843–1910)       | Bahia             | UFRJ       | 25 de novembro de 1893 – 24 de setembro de 1894 (indicação rejeitada pelo Senado Federal) | 303 dias | Floriano Peixoto       | Prefeito do Distrito Federal                         |